# EIF3F
La subunidad F de factor de iniciación de la traducción eucariota 3 (EIF3f) es una proteína que en los humanos está codificada por el gen EIF3F.

## Interacciones
Se ha demostrado que EIF3F interactúa con Diana de rapamicina en células de mamífero y EIF3A.